# Convención del Metro
La Convención del Metro o Tratado del Metro es un tratado internacional firmado el 20 de mayo de 1875 en París por diecisiete estados, con el fin de establecer una autoridad mundial en la metrología. Fue la sucesora de la Comisión Internacional del Metro (en francés: Commission internationale du mètre) creada en 1870.
Aunque el sistema métrico decimal había sido propugnado por los científicos desde sus orígenes, por sus aplicaciones a la ciencia, la convención tenía unos intereses más prosaicos, como la industria y el comercio, por eso, inicialmente la competencia de la Conferencia General se circunscribía a las unidades de peso y de longitud (como su nombre indica), pero en la 6.ª Conferencia General (1921) fue revisado y su ámbito de competencias ampliado a todas las medidas físicas. En 1960 el sistema de unidades establecido desde 1921 fue renombrado como «Sistema Internacional de Unidades» (abreviado SI, en francés Système international d'unités, en inglés International System of Units) en la 11.ª Conferencia General.

## Antecedentes

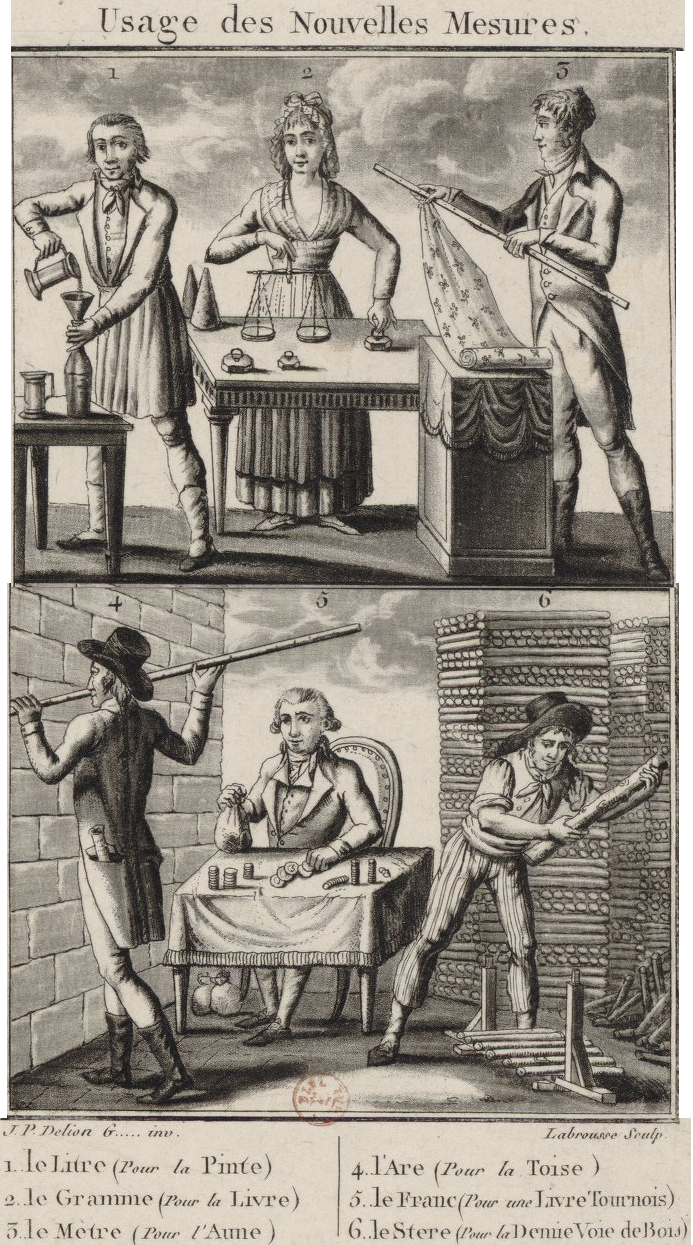
Grabado en madera, de 1800, mostrando las nuevas unidades decimales que fueron las legales en Francia desde el 4 de noviembre de 1800

Desde la antigüedad, los gobernantes de diversos países quisieron que los pesos y medidas de sus estados fueran uniformes para favorecer el comercio, sin engaños ni complicados cambios de unidades.
Por otro lado, los científicos sentían la necesidad de contar con un sistema racional de unidades, para poder intercambiar sus experiencias y para trabajar con mayor facilidad. Desde el siglo XVII, científicos como John Wilkins o Tito Livio Burattini fueron haciendo propuestas para instaurar un sistema racional.
Luis XVI de Francia, encargó a un grupo de científicos (entre los que estaba Lavoisier) sentar las bases de un nuevo sistema de medidas, comisión que propuso como unidad de longitud el metro (del griego, medida, nombre que había propuesto en 1675 Burattini) y de peso el grave (de gravedad) (dividido en 1000 gramos). Sus trabajos crearon el que luego se llamó sistema métrico decimal. Lavoisier llegó a decir de él que «nada más grande ni más sublime ha salido de las manos del hombre que el sistema métrico decimal».[cita requerida]
Sin embargo, el mal uso en las unidades de medida por los comerciantes fue una de las causas de la Revolución Francesa (1789), y su reforma fue uno de los asuntos inscritos en la agenda de la Asamblea Nacional. Talleyrand, influyente personaje de la Asamblea invitó a varios países a participar en el establecimiento del nuevo sistema pero, dado el rechazo del resto de las naciones al régimen revolucionario francés, la Asamblea se quedó sola y, si bien aceptó el metro, no le gustó el nombre de grave (relacionado con el abolido título de conde en cierta forma) y prefirió el gramo y su múltiplo el kilogramo. La Revolución, con su ideología oficial de la razón pura facilitó este cambio (pero en 1793 ejecutó a Lavoisier en la guillotina). Así pues, la primera adopción oficial del sistema ocurrió el 4 de noviembre de 1800 e introdujo el metro y el kilogramo, que fueron las bases del sistema métrico decimal, manufacturando prototipos que quedaron guardados en los Archivos Nacionales.
El Reino Unido de los Países Bajos (Holanda y Bélgica) adoptó el sistema métrico en 1817. Entre 1840 y 1870, lo adoptó un cierto número de países, incluyendo España, muchos países hispanoamericanos y muchos de los estados italianos y alemanes. En 1863, la Unión Postal Universal adoptó el gramo para expresar los pesos permitidos para las cartas.
En la década de 1860, se encontraron deficiencias en la barra patrón del metro y también que se curvaba cuando se usaba.  La Conferencia Géodésica Internacional, Berlín, 1867, proclamó la necesidad de un sistema único de medidas en Europa, y recomendó la construcción de nuevos patrones del sistema métrico.
El 1 de septiembre de 1869, Napoleón III propuso la creación de una comisión científica internacional para promover el uso de las unidades de medida métricas. El 16 de  noviembre de 1869, el gobierno francés envió una invitación a los estados extranjeros para asistir a esta comisión. Austria-Hungría, Baviera, Bélgica, Chile, Colombia, Ecuador, España, los Estados Pontificios, Estados Unidos de América, Gran Bretaña, Grecia, Italia, Nicaragua, Países Bajos, Perú, Portugal, Prusia y la Confederación de Alemania del Norte, El Imperio Ruso, San Salvador, Suecia y Noruega, Suiza, el Imperio Otomano, Venezuela y Wurtenberg se adhirieron a la propuesta.

### La Comisión Internacional del Metro
En julio de 1870, dos semanas antes del comienzo previsto de la Conferencia, estalló la guerra franco-prusiana. Aun así, los delegados invitados se reunieron (sin la presencia de las delegaciones alemanas) del 8 al 13 de agosto, formando la Comisión Internacional del Metro, y se llegó al acuerdo de convocar una nueva conferencia cuando todos los delegados pudieran estar presentes.
El año siguiente Francia perdió la guerra y Napoleón III fue enviado al exilio. Alemania e Italia, ahora estados unificados, adoptaron el sistema métrico como sistema de medidas, pero los prototipos del metro y del kilogramo seguían al cuidado y bajo control del gobierno de la Tercera República Francesa. En 1872 el gobierno republicano retomó la idea de la Conferencia. El comité preparatorio se reunió entre el 2 y el 14 de abril de 1872. Los trabajos de la Comisión se reanudaron el 24 de septiembre de 1872, hasta el 12 de octubre. Se acordó la fabricación de nuevos patrones y, para más adelante, la convocatoria de la Convención del Metro y la creación de la Oficina Internacional de Pesas y Medidas (BIPM).

## La conferencia de 1875
Las tareas principales de los delegados en esta conferencia fueron:
- Reemplazar los artefactos que representaban los patrones del metro y del kilogramo, que guardaba el gobierno francés.
- Crear un organismo que administrase y mantuviese los patrones para todo el mundo.

La conferencia no trató de otras unidades de medida. Con la guerra franco-prusiana reciente, hubo roces entre los delegados de ambas potencias pero aunque, como resultado de haber perdido la guerra, Francia perdió el control del sistema métrico, consiguió que se pusiese bajo control internacional, en vez de que pasase a manos de los alemanes, y que las oficinas internacionales estuvieran ubicadas en París.

### Los patrones de referencia

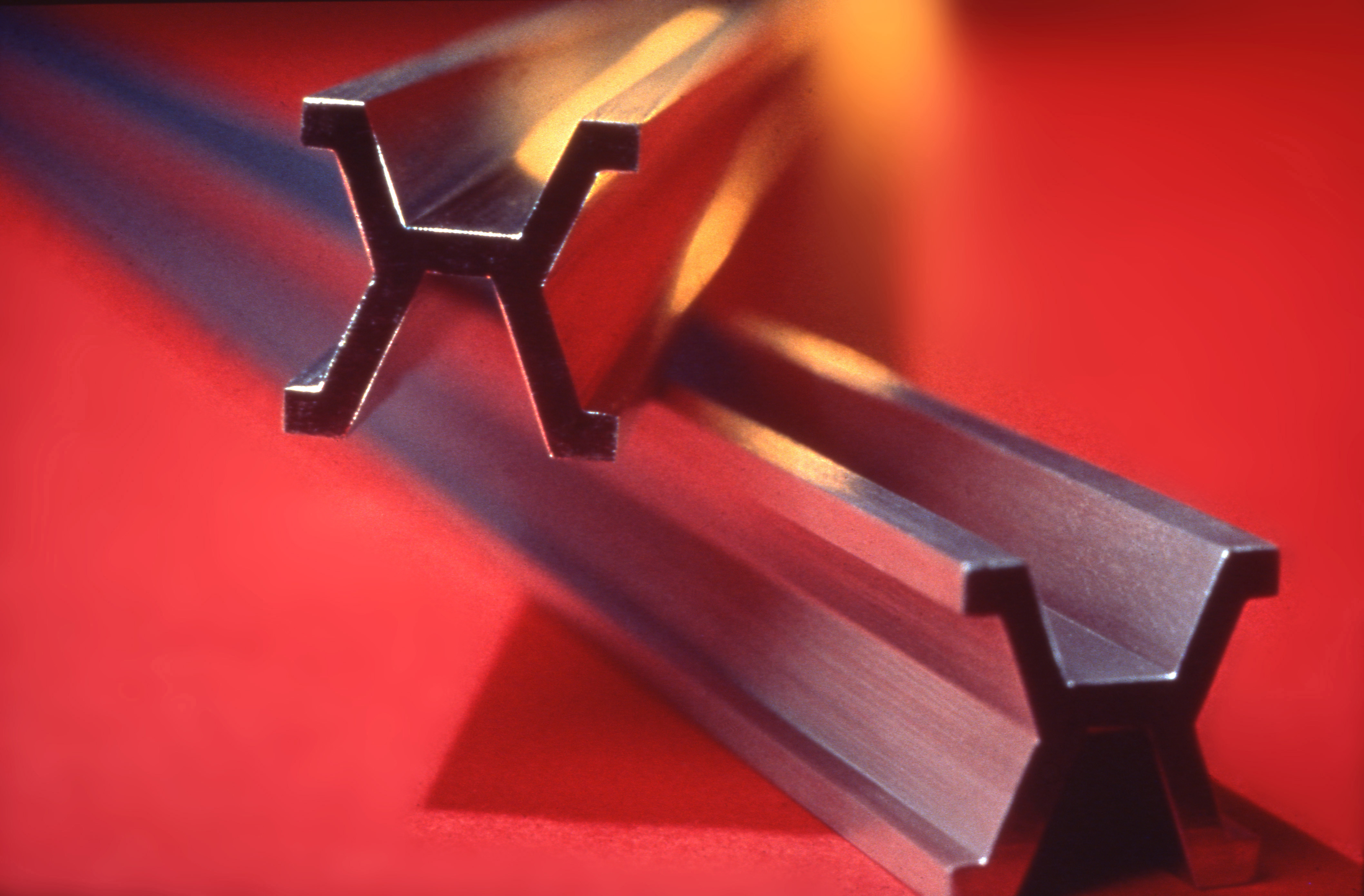
Prototipo histórico de la barra del metro, hecho en aleación de platino-iridio, que fue el patrón entre 1889 y 1960.

Uno de los fines de la Convención era discutir la renovación de los patrones internacionales, basados en los viejos patrones franceses que, para ese entonces, tenían 70 años de antigüedad y que gracias a las dilataciones y reducciones podían ser ligeramente distintos que los adoptados en 1799.
Antes de la conferencia de 1870, los políticos franceses supusieron que la comunidad internacional podría rechazar un metro que era 0,03% (0,3 mm) más corto que el diseñado inicialmente, por lo que ordenaron una nueva medida del meridiano.  Sin embargo, en la Convención en 1875, se propuso que los nuevos prototipos de metro y de kilogramo patrones, reprodujesen los valores de los artefactos originales lo más aproximadamente posible. Se llegó a la conclusión de que, si el perfeccionamiento de los sistemas de medición tanto del tamaño de la Tierra como de las propiedades del agua mostraban discrepancias con los patrones, cambiar cada vez los patrones de medida para ajustarse a las nuevas mediciones no era práctico, especialmente cuando nuevos y mejores instrumentos acabarían encontrando otros valores cada vez más precisos. Por ello se decidió romper con la relación que existía entre los patrones y sus fuentes naturales, de tal forma que los patrones en sí se convirtieron en la base del sistema.
Así el nuevo metro patrón se hizo con el mismo valor que el metro original, y con una sección transversal en "X" en vez de la sección rectangular que tenía el original, y así se reducía la flexión cuando se tomaban medidas. Además, la barra nueva, en vez de tener una longitud igual al metro, era un poco más larga y tenía unas señales grabadas que determinaban exactamente la longitud del metro.
 La firma londinense Johnson Matthey suministró 30 prototipos del metro y 40 prototipos del kilogramo. En la primera sesión de la CGPM en 1889, la barra n.º 6 y el cilindro n.º X se eligieron como patrones internacionales. Los restantes se guardaron como copias de trabajo del BIPM o fueron repartidos entre los Estados miembros como patrones nacionales. El patrón metro fue la norma internacional hasta 1960, cuando fue redefinido en función de longitudes de onda de la línea rojo-anaranjada del kripton-86 y más adelante en función de la velocidad de la luz. 
El patrón kilogramo ha estado en uso hasta muy recientemente, pero en la reunión de CGPM del 16 de noviembre de 2018 se ha aprobado una nueva definición del kilogramo.

### Organizaciones
En cuanto a la segunda tarea, la convención estableció tres organizaciones principales para atender lo relativo a la preservación de las normas del sistema métrico:
- La Oficina Internacional de Pesas y Medidas (BIPM, por sus siglas del francés, Bureau International des Poids et Mesures), cuya sede está en Sèvres, un suburbio de París
- El Comité Internacional de Pesas y Medidas (CIPM, Comité International des Poids et Mesures), comité administrativo que se reúne anualmente en la Oficina Internacional de Pesos y Medidas.
- La Conferencia General de Pesas y Medidas (CGPM, del francés Conférence générale des poids et mesures), un evento que tiene lugar cada cuatro años con los delegados de todos los Estados miembros.

## Estados miembros
Había originalmente 17 Estados miembros de este tratado, entre los que 12 lo ratificaron ese mismo año. Este número creció a 21 en 1900, 32 en 1950, 44 en 1975, 48 en 1997 y 49 en 2001. A partir de 2005, hay 51 Estados miembros (que se muestran a continuación, con el año de asociación entre paréntesis):

Países según su fecha de adopción del Sistema Métrico Decimal.

### Estados fundadores (1875)
- Alemania
- Argentina
- Imperio austro-húngaro[12]
- Bélgica
- Brasil
- Dinamarca
- España
- Estados Unidos
- Francia
- Holanda
- Italia
- Perú
- Portugal
- Suecia-Noruega[13]
- Imperio Ruso
- Suiza
- Imperio Otomano
- Venezuela

### Hasta 1900 (con la fecha)
- Portugal (1876)
- Argentina (1877)
- Estados Unidos (1878)
- Serbia (1879)
- Venezuela (1879)
- Rumanía (1884)
- Reino Unido (1884)[14]
- Japón (1885)
- México (1890)

### Adhesiones posteriores (con la fecha)
| - Australia (1947) - Brasil (1921) - Bielorrusia (2003) - Bulgaria (1911) - Camerún (1970, se retiró en 2012) - Canadá (1907) - Chile (1908) - La República Popular China (1977) - Comunidad del Caribe (2005) - Antigua y Barbuda - Barbados - Belice - Dominica - Guyana - Granada - San Cristóbal y Nieves - Santa Lucía - San Vicente y las Granadinas - Surinam - Trinidad y Tobago - República Checa (1922) | - Colombia (2012) - Corea del Norte (1982, se retiró en 2012) - Corea del Sur (1959) - Costa Rica (2004) - Croacia (2005) - Cuba (2000) - República Dominicana (1954) - Ecuador (2000) - Egipto (1962) - Eslovaquia (1922) - Eslovenia (2003) - Estonia (2005) - Filipinas (2002) - Finlandia (1923) - Grecia (2001) - Hong Kong (2000) - Hungría (1925) - India (1957) - Indonesia (1960) - Irán (1975) - Irlanda (1925) | - Israel (1985) - Jamaica (2003) - Kazajistán (2003) - Kenia (2002) - Letonia (2001) - Lituania (2001) - Malta (2001) - Malasia (2001) - Nueva Zelanda (1991) - Países Bajos (1929) - Panamá (2003) - Pakistán (1973) - Paraguay (2010) - Perú (1975) - Polonia (1925) - Sudáfrica (1964) - Singapur (1994) - Tailandia (1912) - Taiwán (2002) - Ucrania (2002) - Uruguay (1908) - Vietnam (2003) |